# Rio Düden
O rio Düden ( em turco:  Düden Su ; em grego clássico: Καταρράκτης - Katarraktes ; em latim: Catarrhactes ) é um rio do sul da Anatólia , na Turquia , o curso inferior do qual atravessa as Cataratas de Düden , e entra no Mar Mediterrâneo a leste de Antália . 
Antigamente, era um rio importante da Panfília. Pompônio Mela descreve seus nomes antigos como sendo assim chamados porque tem uma grande queda ou catarata.   Ele coloca a cidade de Perge entre os Cestrus e os Catarracas.  O Stadiasmus descreve-o pelo termo οἱ Καταρράκται, ou "as Cataratas".  Estrabão também fala desse rio caindo sobre uma rocha alta. 
Este rio, ao se aproximar da costa, divide-se em vários ramos, que, caindo sobre as falésias que margeiam essa parte da costa, formaram um depósito calcário.  Através desta crosta calcária a água encontra o seu caminho para o mar, e o rio agora não tem saída determinada, a menos que, acrescente Leake , seja depois de fortes chuvas, quando, precipita-se copiosamente sobre as falésias perto do ponto mais saliente da costa. um pouco a oeste de Laara.   De acordo com o Stadiasmus, a saída do rio estava em um lugar chamado Masura, provavelmente o Magydus de Ptolemeu  ou o Mygdale do Stadiasmus podem ser Magydus. 
O rio Düden é subterrâneo em uma parte de seu curso, que parece ter um comprimento considerável. 